# Halosauropsis macrochir
Genre
Espèce
Halosauropsis macrochir est une espèce de poissons appartenant à la famille des  Halosauridés. C'est la seule espèce du genre Halosauropsis (monotypique).